# Nikolaus Newerkla

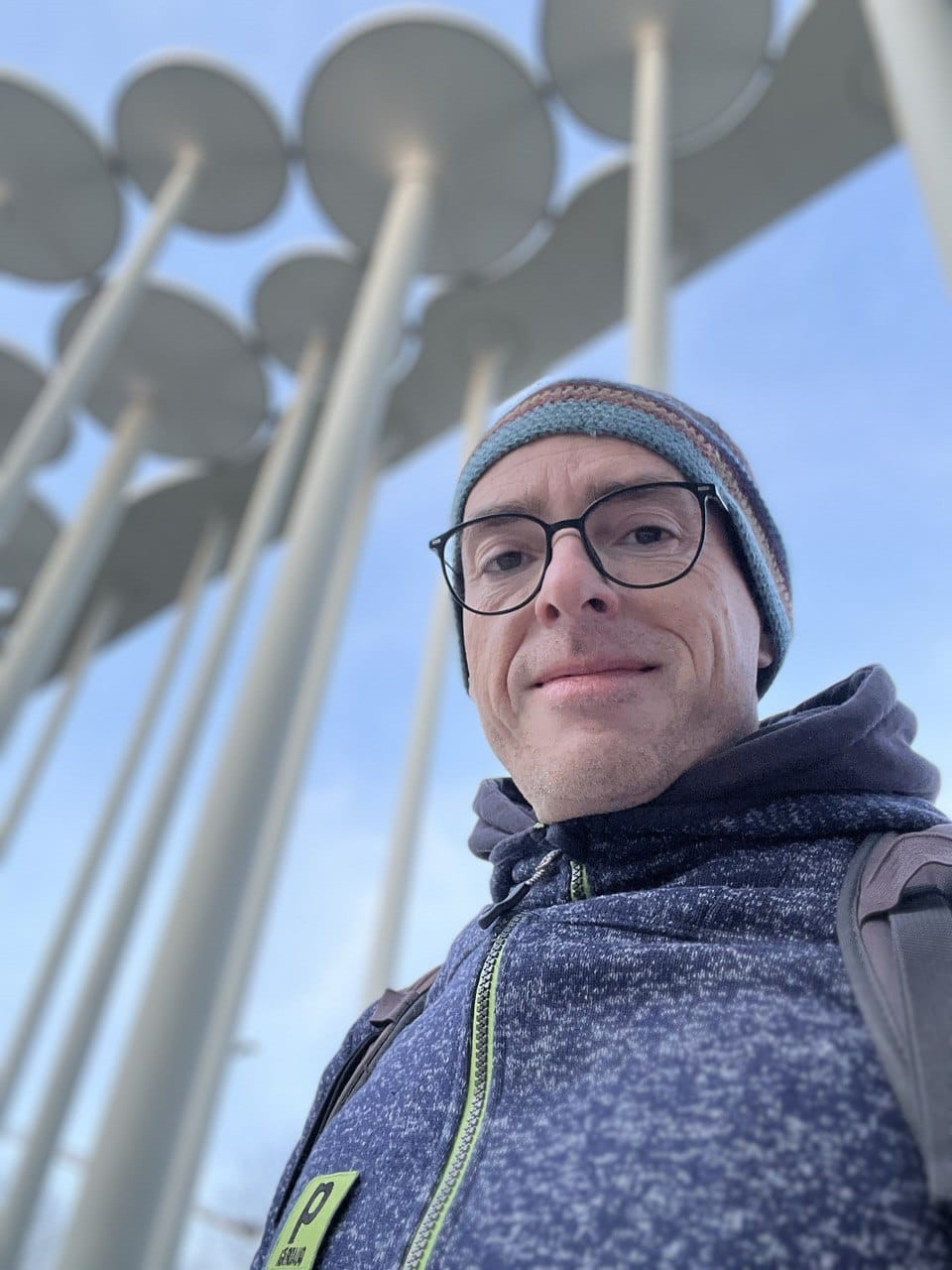
Nikolaus Philipp Newerkla (2024)

Nikolaus Philipp Newerkla (* 1974 in Horn, Niederösterreich) ist ein österreichischer Cembalist, Pianist, Arrangeur, Songwriter und Ensembleleiter.

## Künstlerischer Werdegang
Newerkla wurde als Sohn des Autors und Theaterregisseurs Josef Newerkla und dessen Frau Hermine in Horn als zweiter von drei Brüdern geboren, wuchs jedoch in Groß Gerungs im Waldviertel auf. Von frühester Kindheit an war seine musikalische Begabung offenkundig. Diese wurde zunächst an den Musikschulen von Groß Gerungs und Zwettl gefördert. Schließlich studierte Newerkla Musikerziehung und Konzertfach Klavier an der Universität für Musik und darstellende Kunst Graz bei Eike Straub.
Bald widmete er sich auch – angeregt durch seinen langjährigen Lehrer, den Organisten und Improvisator Kurt Neuhauser – den historischen Tasteninstrumenten, insbesondere dem Cembalo. Neben seiner Tätigkeit als Arrangeur, Komponist, Pianist und Sänger von Popmusik bis Klassik leitet er eine Kammermusik-Klasse an der Kunstuniversität Graz.
Nikolaus Newerkla ist der Gründer und Leiter des Alte-Musik-Ensembles Quadriga Consort, mit dem er in vielen europäischen Ländern und den USA bei namhaften Festivals und Konzertveranstaltern aufgetreten ist. Das Ensemble spezialisierte sich bald auf populäre alte Musik von den britischen Inseln, die Nikolaus Newerkla für historisches Instrumentarium arrangiert. Mit der Bearbeitung zahlreicher populärer Tanzmelodien und Lieder für Originalklanginstrumente hat sich Nikolaus Newerkla einen internationalen Ruf als Arrangeur und Herausgeber erworben.
Newerkla ist auch als Pétanque-Sportler beim PSV Freistadt erfolgreich, ist mehrfacher Österreichischer Meister und WM-Teilnehmer. 

## Notenmaterial
- Playford Dances & Carolan Tunes, Moeck-Verlag Celle, 2007
- Scarborough Fair, Moeck-Verlag Celle, 2008
- Ancient Tunes in New Consorts, Moeck-Verlag Celle, 2008
- Turlough O'Carolan - The Music of an Irish Harper, Bärenreiter-Verlag Kassel, 2012
- The English Dancing Master, Bärenreiter-Verlag Kassel, 2012

## Diskografie
- 2003 – Ground, Harp, Berlin
- 2005 – As I Walked Forth – Songs & Tunes of the Isles, ORF Edition Alte Musik, Wien
- 2007 – By Yon Bonnie Banks – Traditional Early Music of Scotland, ORF Edition Alte Musik, Wien
- 2009 – Quadriga Live – DVD, make, Wien
- 2009 – Songs from the British Isles - live, Gramola, Wien
- 2011 – Ships Ahoy! – Songs of Wind, Water and Tide, Alpha, Paris
- 2012/13 – On a Cold Winter’s Day – Early Christmas Music and Carols from the British Isles, SONY/Deutsche Harmonia Mundi
- 2014 – 14 Tales of Mystery, SONY/Deutsche Harmonia Mundi
- 2015 – Winter’s Delights, SONY/Deutsche Harmonia Mundi
- 2021 – Midsummer, SONY/Deutsche Harmonia Mundi